# Lepidocephalichthys lorentzi
Lepidocephalichthys lorentzi är en fiskart som först beskrevs av Weber och De Beaufort, 1916.  Lepidocephalichthys lorentzi ingår i släktet Lepidocephalichthys och familjen nissögefiskar. Inga underarter finns listade i Catalogue of Life.